# Bradley Chubb
Bradley Austin Chubb (* 24. Juni 1996 in Marietta, Georgia) ist ein US-amerikanischer American-Football-Spieler auf der Position des Outside Linebackers. Aktuell spielt er für die Miami Dolphins in der NFL. Zuvor stand Chubb bei den Denver Broncos unter Vertrag, die ihn im NFL Draft 2018 an fünfter Stelle ausgewählt hatten.

## College
Bradley Chubb spielte vier Jahre lang, 2014 bis 2017, an der North Carolina State University (NCSU) American-Football. Nachdem er im ersten Jahr nur in 2 Spielen auf dem Platz stand, spielte Chubb in seinem zweiten Jahr am College 13 Spiele und erzielte hierbei 5 Sacks und 66 Tackles für sein Team. Weiter fing er noch eine Interception. Seinen Durchbruch bei North Carolina schaffte Chubb in seinen letzten beiden Jahren, er konnte jeweils 10 Sacks für sein Team verbuchen. Weiter hatte er jeweils über 20 Tackles, die zu Raumverlust für den Gegner führten. Für seine Leistungen in seinem letzten Jahr am College wurde Chubb mehrfach ausgezeichnet, unter anderem gewann er die Bronko Nagurski Trophy, welche dem besten Verteidiger der NCAA jährlich verliehen wird. Die Bronko Nagurski Trophäe gilt als Pendant zur Heisman Trophy, welche fast ausschließlich an Spieler der Offensive verliehen wird. Chubb brach die NCSU Rekorde für die meisten Sacks und für die meisten Tackles für Raumverlust und löste damit Mario Williams als Rekordhalter an der NCSU ab.

## NFL
Bradley Chubb wurde bei dem NFL Draft 2018 von den Denver Broncos in der ersten Runde an der 5. Stelle ausgewählt und war damit nach Denzel Ward der zweite Verteidiger, der in diesem Draft gepickt wurde. Er unterschrieb bei den Broncos einen Vierjahresvertrag über 27,27 Millionen US-Dollar. Sein NFL-Debüt feierte Chubb in der ersten Woche der Saison 2018 beim Spiel gegen die Seattle Seahawks. Nachdem Chubb in den ersten 5 Spielen lediglich 1,5 Sacks insgesamt erzielte, schaffte er in seinem sechsten Spiel gegen die Los Angeles Rams seinen Durchbruch und erzielte 3 Sacks. In Woche 14 stellte Chubb einen neuen Rekord für die Broncos auf. Mit seinem 12. Sack in seiner ersten Saison ist er nun der Spieler mit den meisten Sacks in der Rookie-Saison bei den Broncos und überholt damit Von Miller und Rulon Jones, welche jeweils 11,5 Sacks in ihrer Rookie-Saison verbuchen konnten.
In seiner zweiten Saison zog er sich am vierten Spieltag einen Kreuzbandriss zu, wodurch er für den Rest der Spielzeit ausfiel.
Am 1. November 2022 gaben die Broncos Chubb kurz vor der Trade-Deadline zusammen mit einem Fünftrundenpick 2025 in Austausch gegen einen Erstrundenpick 2023, einen Viertrundenpick 2024 und Runningback Chase Edmonds an die Miami Dolphins ab.

## Familie
Sein Bruder Brandon Chubb ist ebenfalls Footballspieler und stand im Kader mehrerer NFL-Teams, kam aber zu keinem Einsatz in der Liga. Nick Chubb (RB), Cousin von Bradley Chubb, wurde ebenfalls beim NFL Draft 2018 ausgewählt. Nick Chubb wurde an 35. Stelle von den Cleveland Browns ausgewählt.